# Momo (cucina)
Il momo (nepalese: म:म;) è un tipo di raviolo originario del Nepal e del Tibet, e diffuso nelle confinanti regioni del Bhutan e negli stati himalayani dell'India (Sikkim). I momo sono comuni anche in altre aree dell'India nelle quali sono apparse comunità di tibetani e nepalesi a seguito di diaspore o migrazioni per motivi economici, quali Assam, Delhi, Mizoram, Manipur, Nagaland, Meghalaya, Himachal Pradesh, Patna e Bengala Occidentale.
Analoghi al buuz della Mongolia o agli jiaozi, sono fatti di farina d'orzo, cotti al vapore e tradizionalmente ripieni di carne e spezie, anche se recentemente ne sono comparse molte elaborate varianti contenenti anche patate (o verdura), o tofu.